# コカ・コーラ セントラル ジャパン
コカ・コーラセントラルジャパン株式会社（英: Coca-Cola Central Japan Co,Ltd.）は、かつて存在した神奈川県、静岡県、山梨県、愛知県、岐阜県、三重県などの中日本地域で展開していたコカ・コーラのボトラー。
2001年に設立された初代のコカ・コーラ セントラル ジャパンは、現在のコカ・コーラボトラーズジャパン（2代目）。2013年7月1日の4社経営統合の際に、会社分割で事業会社として2代目のコカ・コーラ セントラル ジャパンが新設されたが、2015年1月1日にコカ・コーライーストジャパンへ吸収合併された。

## 概要

### コカ・コーラ セントラル ジャパン（初代）
神奈川・静岡・山梨の3県を担当していた富士コカ・コーラボトリング株式会社と、愛知・岐阜・三重の東海3県を担当していた中京コカ・コーラボトリング株式会社が、2001年6月に共同で株式移転を実施し、持株会社のコカ・コーラ セントラル ジャパン株式会社（初代）を設立して経営統合。2005年1月に、子会社となった2社を吸収合併した。合併時の筆頭株主は「旧富士」の設立会社三菱商事であったが、2011年にアイルランドの飲料商社ヨーロピアンリフレッシュメンツが三菱商事から保有していた当社の株式の大半(発行済株式の27.77%)を買取り筆頭株主になった。
経営統合により、ボトラーとしての運営担当エリアが広域化され、アンカー（広域）ボトラーとなった。日本国内の「アンカーボトラー」としてはコカ・コーラウエストに次いで2番目となる。
周辺エリアは、茨城県、栃木県、千葉県は利根コカ・コーラボトリング、群馬県、埼玉県、新潟県は三国コカ・コーラボトリング、東京都は東京コカ・コーラボトリング、富山県、石川県、福井県、長野県は北陸コカ・コーラボトリングが担当していた。
会社組織としては「旧富士」と「旧中京」が統合した格好であるが、地域性の違いは大きく、統合された後も「旧富士エリア」と「旧中京エリア」で営業や関連部署の管轄を分けており、「旧富士エリア」では、首都圏エリアとしての営業・販売展開を踏襲・追随した形を取ることが少なくないとされている。そのため旧中京エリアにあって旧富士エリアにない製品、その逆もある。例をあげると、前者ならばジョージアザ・ブレンド、後者ならばジョージアマイコーヒーやドクターペッパー500mlPETボトルなど。

### 関東地区4社の経営統合とコカ・コーラ セントラル ジャパン（2代目）の設立
2013年7月1日、持株会社コカ・コーライーストジャパンの下に、コカ・コーラ セントラル ジャパン、三国コカ・コーラボトリング、東京コカ・コーラボトリング、利根コカ・コーラボトリングの4社が株式交換と会社分割により経営統合。コカ・コーラ セントラル ジャパン（初代）が他の3社を株式交換によって完全子会社化後、会社分割によってコカ・コーラ セントラル ジャパン（2代目）を新設した。持株会社となったコカ・コーラセントラルジャパン（初代）は「コカ・コーライーストジャパン」に商号変更し、上場を維持した。

### コカ・コーライーストジャパンへ合併
2015年1月1日、持株会社であったコカ・コーライーストジャパンが、コカ・コーラ セントラル ジャパン（2代目）、三国コカ・コーラボトリング、東京コカ・コーラボトリング、利根コカ・コーラボトリングの4社を吸収合併し、事業会社化。コカ・コーラ セントラル ジャパンの商号は消滅した。

## 工場
※2014年に、生産部門は全てコカ・コーライーストジャパンプロダクツに移行した。統合から2014年までは、コカ・コーラセントラルジャパンプロダクツが製造を担当。旧富士社の海老名工場のみ先行して2003年にコカ・コーライーストジャパンプロダクツの運営に移行した。
- 東海北工場（CTO→CTK） - 愛知県東海市

中京コカ・コーラボトリング時代は主に「東海第一工場」と呼称されていた。あらゆる種類のPETボトル製品を製造。自社エリア販売用及び近畿コカ・コーラボトリング出荷用のレギュラーサイズびん製品も生産していたが、静岡工場での生産に集約された。
- 東海南工場（CTO→CTM） - 愛知県東海市

中京コカ・コーラボトリング時代は主に「東海第二工場」と呼称されていた。缶製品及びボトル缶製品を製造。
中京コカ・コーラボトリング時代は、上記二工場の製造所固有記号については東海工場の別名上野工場からとった「U」や中京東海及び中京東海第二の略である「CTO・CT2」等を使用。2000年代に入ると第二工場も「CTO」に統一され、現在はボトリング設備のある北工場が「CTK」、キャンニング設備のある南工場が「CTM」の製造所固有記号をそれぞれ使用している。
- 名古屋工場（CNA） - 名古屋市東区

無菌充填PETラインを有し、現在では主にからだ巡茶等の無糖茶飲料の大型PET製品(大半が1リットルミディPET)を製造している。自社エリアのみならず地の利を生かし、東日本や西日本の各ボトラーにも製品を供給している。ライン入替のため2014年1月現在は設備を撤去しており、休止中。
- 静岡工場（CSI） - 静岡市清水区

主に小ロット出荷の缶製品及びレギュラーサイズびん製品を製造。後者に関しては自社エリアのみならず近畿コカ・コーラボトリング等他ボトラーにも製品を供給している。缶製品は炭酸飲料やアクエリアス等の非炭酸飲料の他、濃縮果汁を用いたミニッツメイド製品も製造可能である。現在はコーヒー及び茶等のレトルト処理の必要な製品は生産していない。ライン入替のため2014年1月現在は設備を撤去しており、休止中。
その後工場としては閉鎖され、製造設備を撤去し、2019年時点ではコカ・コーラ ボトラーズジャパン 清水ディストリビューションセンターとなっている。

## 瓶製品復権へ向けた試み
2006年より瓶入り飲料の自動販売機を積極的に導入し、市場の活性化を図っている。その中でも東急ハンズ横浜店前に設置された自動販売機は常に人だかりができ、売り上げも上々だという。

### セントラルジャパンが販売していた瓶飲料
コカ・コーラZERO及び煌を除きコカ・コーラセントラルジャパンプロダクツ静岡工場製
- コカ・コーラ
- コカ・コーラZERO（製造は多摩工場）
- ファンタグレープ
- スプライト
- HI-Cオレンジ
- カナダドライジンジャーエール
- カナダドライクラブソーダ（ミキサー用）
- カナダドライトニックウォーター（ミキサー用）
- 煌（製造は富士ボトリング）